# Oregon City-i Főiskola

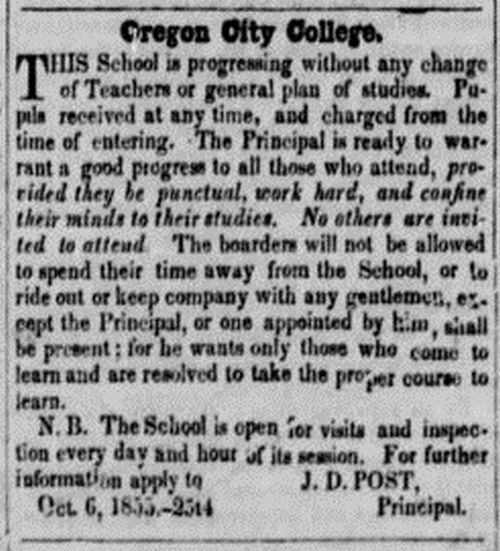
Hirdetés az Oregon Argusban

Az Oregon City-i Főiskola egykori felsőoktatási intézmény az Amerikai Egyesült Államok Oregon államának Oregon City városában. A baptisták által alapított intézmény vagyontárgyait megszűnése után a Linfield Egyetemnek adományozták.

## Története
Oregon Territórium baptista oktatási társaságát 1849. szeptember 21-én alapították. A szeptember 27-ei találkozón a Willamette folyó keleti partján fekvő leendő iskola megalapításáról döntöttek, valamint felállították a kuratóriumot. Az intézmény megalapításával Ezra Fisher misszionáriust bízták meg; mivel a terület foglalt volt, az oktatás az Oregon City-i baptista templomban indult el, de továbbra is keresték az alkalmas helyszínt. Az építkezéshez szükséges kétezer dollár összegyűjtésével Richmond Cheadle atyát bízták meg.
1850. február 8-án az ötven hallgatóval rendelkező iskola végleges helyszínéül Oregon Cityt választották, az elérendő összeget pedig kétezerről négyezerre emelték. Az intézmény harangját és tankönyveit a baptista misszionárius társaságtól igényelték. Február 15-én az intézményt Oregon City-i Főiskolának nevezték el. Hezekiah Johnson, Ezra Fisher és Joseph Jeffers 21 hektárt vásároltak, John McLoughlin pedig egy Oregon City-i telket adományozott az iskolának. A kuratórium döntése alapján az utóbbi telken épült fel az első, 6,7×13 méter alapterületű létesítmény.
1850 szeptemberében az épület még nem készült el; a kaliforniai aranyláz és a földadományozási törvény miatt a hallgató létszám 1851 februárjára ötven főre csökkent. Az év őszétől nőket nem fogadtak, az oktatást pedig George Chandler és James Read vették át. Részben az alacsony tanulólétszám miatt a következő évben mindketten felmondtak, majd J. D. Post atya 1854-es érkezéséig az oktatásért Erasmus D. Shattuck felelt. Post a nézeteltérések miatt 1853-ban távozott, az épület pedig 1854-ben készült el.
Az intézmény soha nem próbált akkreditációt szerezni, de az 1856 januárjában alapított Oregon City-i Egyetemet a territóriumi törvényhozás legitimálta. Az utódintézmény 1858-ban szűnt meg.

### Vagyontárgyak
Az intézmény megszűnése után az épületet vandálok rendszeresen megrongálták, végül 1874-ben lebontották. A kuratórium utolsó, 1888. június 16-ai tanácskozásán a harangot, kettő könyvet és a telket a McMinnville-i Főiskolának (ma Linfield Egyetem) adományozták. A Linfield Egyetem az intézményt jogelődjének tekinti.

## Fordítás
- Ez a szócikk részben vagy egészben  az   Oregon City College című angol Wikipédia-szócikk ezen változatának fordításán alapul.  Az eredeti cikk szerkesztőit annak laptörténete sorolja fel. Ez a jelzés csupán a megfogalmazás eredetét és a szerzői jogokat jelzi, nem szolgál a cikkben szereplő információk forrásmegjelöléseként.